# Sokrat Markilov
Sokrat Danailov Markilov (n. 12 aprilie 1921, Kerkini municipality⁠(d), Macedonia și Tracia⁠(d), Grecia – d. 4 august 1993, Strumica, Macedonia de Nord) a fost unul dintre cei mai proeminenți membri ai mișcării naționale macedonene și un martir al cauzei naționale macedonene în Bulgaria comunistă.

## Biografie
Sokrat Markilov s-a născut la 12 aprilie 1921 în satul Butkovo, Valovishko, Macedonia Egee. În timpul celui de-Al Doilea Război Mondial a dezertat din Armata Bulgară și s-a alăturat mișcării antifasciste. După război a locuit în orașul Petrici, unde, din cauza etniei sale macedonene, a fost persecutat de către autoritățile statului bulgar. A fost aruncat în închisorile bulgare de mai multe ori unde a ispășit un total de 17 ani. Familia sa a fost internată în orașul Loveci unde soția sa s-a sinucis .
În 1968 Sokrat Markilov a fost unul dintre fondatorii Organizației Macedonene Independente „Ilinden” până la descoperirea acesteia în 1973, când a fost arestat. Mai târziu în aprilie 1990 a fost unul dintre fondatorii organizației OMO Ilinden - Pirin. A participat la organizarea primei și celei mai mari adunări a macedonenilor în 1990 la Mănăstirea Rojen. Din acel moment declarațiile sale vor rămâne în memorie:
„Nu am nimic de pierdut. Nici copii, nici soție, tot ce mi-a mai rămas este viața mea goală. Și o pot da oricând pentru Macedonia .”
„Marea adunare de la Mănăstirea Rozhen reprezintă o mare victorie pentru macedonismul din Bulgaria și pentru organizația OMO Ilinden - Pirin. Am visat la asta. În această adunare, nimeni nu va putea opri lupta macedonenilor.”
A murit la 4 August 1993 în Banja Bansko, Bansko. A fost înmormântat, conform dorinței sale, la Petrici.